# Prasinocyma panchlora
Prasinocyma panchlora là một loài bướm đêm trong họ Geometridae.